# شهریور

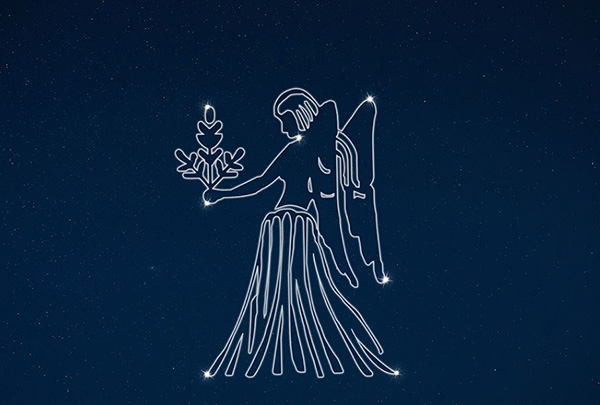
علامت ماه شهریور

شهریور ششمین ماه سال در گاه‌شماری هجری خورشیدی است و ۳۱ روز دارد و از روز ۱۵۶م سال آغاز شده و در روز ۱۸۶م سال پایان می‌یابد و واپسین ماه فصل تابستان است.
برج فلکی شهریورماه سُنبُله است که ششمین برج فلکی ِ منطقةالبروج است. نماد این برج سنبله یا باکره یا دوشیزه (در انگلیسی Virgo) نامیده می‌شود.

## واژه‌شناسی
خَشَتَرَه وَیریَه نام یکی از امشاسپندان زرتشتی است. در اوستا «خشَثرَ وَیریَه» و در پهلوی «شَهرِوَر» و در فارسی «شَهریوَر» یا «شَهریَر» است. بخش اول این واژه به معنای شهریاری و شهر است (مراد از شهر، همانا کشور است، چنان‌که سرزمین ایران را، ایران شهر می‌نامیدند) بخش دوم این واژه، یعنی «ویریه»، صفت و به معنای مورد پسند است. در اساطیر زرتشتی و ایرانی این امشاسپند نماد شهریاری و فّر و فرمان‌روایی اهورا مزدا و نگاهبان فلزها و پاسدار فَر و پیروزی شهریاران دادگر و یاور بینوایان و دستگیر مستمندان است.

## در اشعار
از مسعود سعد سلمان:
| شهریور است و گیتی، از عدل شهریار |  | شاد است، خیز و مایهٔ شادی به من بیار |
| باده‌شناس، مایهٔ شادی و خرمی       |  | بی باده هیچ جان نشد از مایه شادخوار |

## رویدادها
محمدرضا پهلوی در پی استعفای پدرش، رضا شاه پهلوی، در ۲۵ شهریور ۱۳۲۰ به پادشاهی رسید.
آخرین محاکمه آرمان عبدالعالی ؛ دوست و عامل جنایت قتل غزاله شکور _ ۲۲ شهریور _ ۱۳۹۹

## مناسبت‌ها
۱ - روز بزرگداشت ابوعلی سینا و روز پزشک
۱ - فغدیه، جشن خنکی هوا
۲ - آغاز هفته دولت (در ایران)
۴ - زادروز داراب (کوروش)
۴ - شهریور روز، جشن شهریورگان
۴ - روز کارمند
۵ - روز بزرگداشت محمدبن زکریای رازی و روز داروسازی
۸ - خزان جشن
۸ - روز مبارزه با تروریسم
۱۱ - روز صنعت چاپ
۱۲ - روز مبارزه با استعمار انگلیس
۱۳ - روز بزرگداشت ابوریحان بیرونی
۱۳ - روز تعاون
۱۵ - بازار جشن
۱۹ - بدنیا امدن عباس قلی از خاندان حشمتی قاجار
۲۱ - روز سینما
۲۷ - روز شعر و ادب پارسی و روز بزرگداشت استاد شهریار (در ایران)
۳۰ - روز گفتگوی تمدنها
۳۱ - آغاز هفته دفاع مقدس (در ایران)
۳۱ - جشن پایان تابستان

## زادروزها
- ۱۲۸۵ - پهلوان سید علی، پهلوان اول پایتخت
- ۱۲۹۶ - مه‌لقا ملاح، فعال محیط‌زیست از وی به عنوان «مادر محیط زیست ایران» یاد می‌شود.
- ۱۳۰۳ - محمدعلی اسلامی ندوشن، شاعر، منتقد، مترجم و پژوهشگر ایرانی
- ۱۳۰۳ - علی باغبان باشی؛ دوی ماراتن
- ۱۳۰۵ - فریدون مشیری؛ شاعر
- ۱۳۰۹ - غلامرضا تختی؛ کشتی‌گیر
- ۱۳۱۲ - غزل تاجبخش؛ شاعر، نویسنده و مترجم
- ۱۳۱۶ - جلال خالقی‌مطلق؛ ایران‌شناس
- ۱۳۱۷ - ملکه رنجبر؛ بازیگر
- ۱۳۱۸ - آراپیک باغداساریان، طراح، کارگردان، کاریکاتوریست و مترجم ارمنی‌تبار
- ۱۳۲۰ - آندرانیک آساطوریان؛ آهنگساز ارمنی‌تبار
- ۱۳۲۵ - پرویز ربیعی؛ دوبلور ایرانی
- ۱۳۲۸ - عهدیه خواننده
- ۱۳۳۱ - فرهاد آئیش؛ بازیگر
- ۱۳۳۳ - گوهر خیراندیش؛ بازیگر
- ۱۳۳۹ - اکبر عبدی؛ بازیگر
- ۱۳۳۹ - تهمینه میلانی؛ کارگردان
- ۱۳۴۷ - کیهان ملکی؛ بازیگر
- ۱۳۴۷ - امیر تاجیک؛ خواننده
- ۱۳۴۸ - مینا لاکانی؛ بازیگر
- ۱۳۴۹ - سیما تیرانداز؛ بازیگر
- ۱۳۵۰ - الهام پاوه‌نژاد؛ بازیگر
- ۱۳۵۰ - مهدی سلطانی؛ بازیگر
- ۱۳۵۱ - پارسا پیروزفر؛ بازیگر
- ۱۳۵۳ - حسام نواب صفوی؛ بازیگر
- ۱۳۵۳ - مهران غفوریان؛ بازیگر
- ۱۳۵۳ - امیر جعفری؛ بازیگر
- ۱۳۵۴ - کامبیز دیرباز؛ بازیگر
- ۱۳۵۴ - مجید صالحی؛ بازیگر
- ۱۳۵۶ - پژمان جمشیدی؛ بازیکن فوتبال و بازیگر
- ۱۳۵۶ - فرزاد حسنی؛ مجری
- ۱۳۵۵ - ستار بهشتی؛ کارگر و وبلاگ‌نویس ایرانی
- ۱۳۵۹ - شاهین نجفی؛ خواننده
- ۱۳۵۹ - لیندا کیانی؛ بازیگر
- ۱۳۵۹ - جواد نکونام؛ فوتبالیست
- ۱۳۶۰ - امیرحسین صادقی؛ بازیکن فوتبال
- ۱۳۶۰ - محسن کیایی؛ بازیگر
- ۱۳۶۱ - بنیامین بهادری؛ خواننده
- ۱۳۶۲ - السا فیروزآذر؛ بازیگر
- ۱۳۶۳ - حسین سلیمانی؛ بازیگر
- ۱۳۶۴ - پریناز ایزدیار؛ بازیگر
- ۱۳۶۴ - علی ضیا؛ مجری
- ۱۳۶۵ - امیر نوری؛ بازیگر
- ۱۳۶۵ - حسین ماهینی؛ بازیکن فوتبال
- ۱۳۷۱ - پویا بختیاری؛معترض ایرانی
- ۱۳۷۱ - علیرضا بیرانوند؛ دروازه‌بان
- ۱۳۷۲ - سامان قدوس؛ بازیکن فوتبال

## درگذشت‌ها
- مهدی اخوان ثالث، (م ۱۳۶۹ تهران)
- سید محمدحسین شهریار، (م ۱۳۶۷)
- فرهاد مهراد، (م ۱۳۸۱ پاریس)
- احسان یارشاطر، (م ۱۳۹۷ نیویورک)
- نوید افکاری، (۲۲ شهریور ۱۳۹۹ شیراز زندان عادل آباد)
- مهسا امینی، (۲۵ شهریور ۱۴۰۱ تهران ساختمان پلیس امنیت اخلاقی در خیابان وزرا)
- آرش میر احمدی؛(۲۸شهریور۱۴۰۲ تهران)